# Beukenstein
Beukenstein is een monumentaal landhuis in de Nederlandse plaats Lochem.
Het landhuis is omstreeks 1917 gebouwd in de Engelse landhuisstijl in opdracht van W. Dull. Het bouwkundig ontwerp is van de architect G.J. Postel Hzn. Het ontwerp van de tuin is afkomstig van de tuin- en landschapsarchitect L.A. Springer.
Gaandeweg werd Beukenstein een kleinschalig rustoord/vakantieverblijf voor dames uit de zorg. In 2000 werd het aangewezen als rijksmonument.